# Bulbophyllum cochleatum
Bulbophyllum cochleatum là một loài phong lan thuộc chi Bulbophyllum.